# Bojongmekar
Bojongmekar is een bestuurslaag in het regentschap Bandung Barat van de provincie West-Java, Indonesië. Bojongmekar telt 4991 inwoners (volkstelling 2010).